# Igor Benevenuto
Igor Junio Benevenuto de Oliveira, também conhecido como Igor Benevenuto (Palmeiras de Goiás, 5 de dezembro de 1980) é um árbitro brasileiro de futebol, no quadro Federação Internacional de Futebol (FIFA) desde 2021, como árbitro assistente de vídeo e é o único árbitro do quadro da entidade declaradamente homossexual. É enfermeiro e voluntário em hospitais de Belo Horizonte.
| “                                                                                    | O futebol é um esporte que eu cresci odiando profundamente. Não suportava o ambiente, o machismo e o preconceito disfarçado de piada. Para sobreviver na rodinha de moleques que viviam no terrão jogando bola, montei um personagem, uma versão engessada de mim. Futebol era coisa de 'homem', e desde cedo eu já sabia que era gay. Não havia lugar mais perfeito para esconder a minha sexualidade. Mas jogar não era uma opção duradoura, então fui para o único caminho possível: me tornei árbitro. | ” |
| — Igor Benevenuto, em entrevista para o podcast do ge "Nos Armários dos Vestiários", | |   |